# Сельтьяднарнес
Сельтьяднарнес (исл. Seltjarnarnes) — город и община в Исландии.
Город Сельтьяднарнес расположен в юго-западной части Исландии, на полуострове с тем же названием, западнее столицы страны Рейкьявика. Административно является центром общины Сельтьяднарнесбэр, находящейся в регионе Хёвудборгаршвайдид. Площадь города составляет 2 км². Число жителей — 4428 человек (на 1 декабря 2007 года). Плотность населения равна 2214 чел./км². В связи с оттоком населения в столицу, в Сельтьяднарнесе в последнее время наблюдается тенденция к постепенному уменьшению числа жителей.

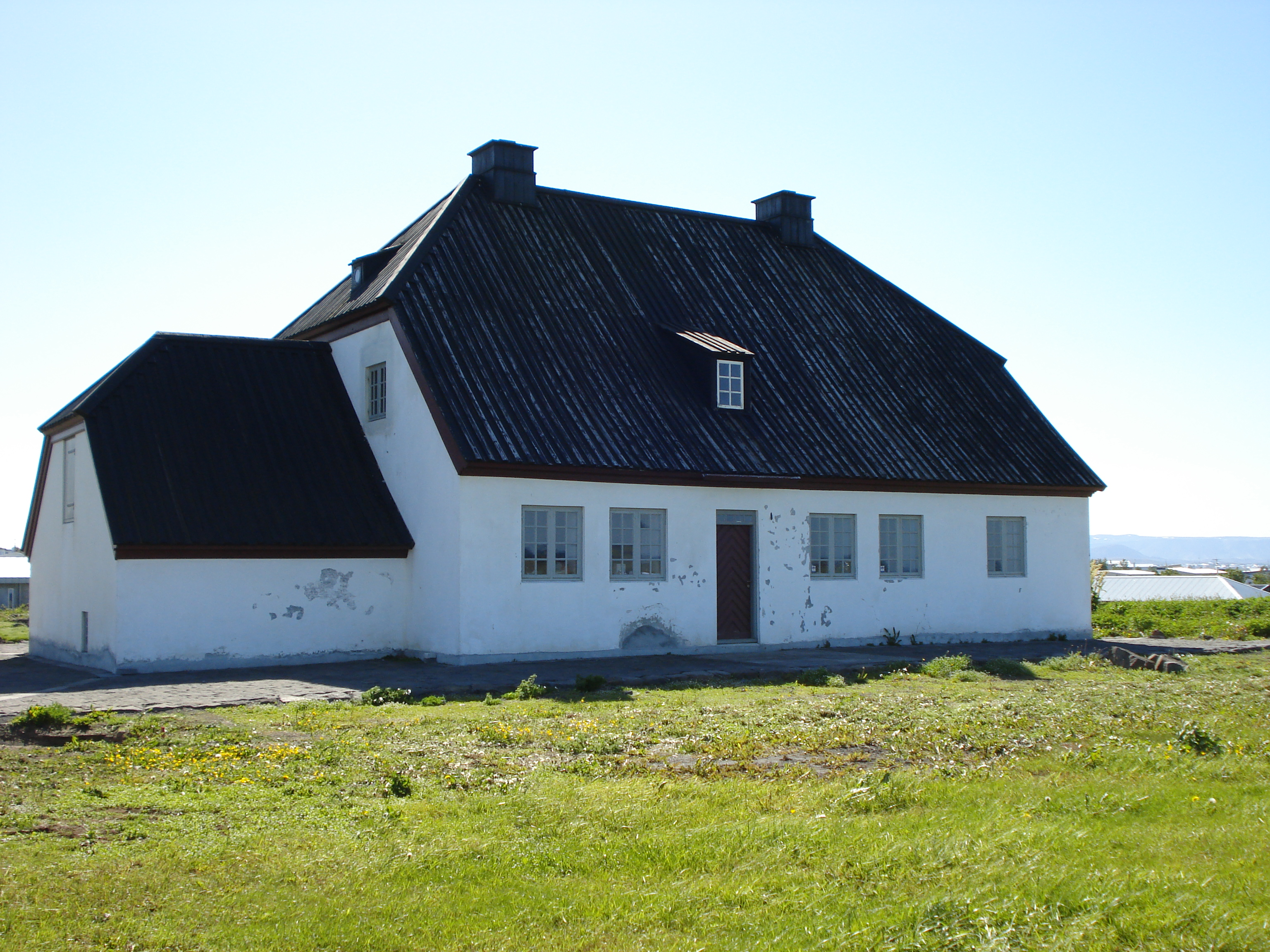
Медицинский музей Несстофа

Статус города Сельтьяднарнес получил в 1974 году. В городе находятся медицинский музей Несстофа (в здании, построенном в 1761—1763 годах) и фармацевтический музей (в аптеке, сооружённой около 1900 года). Энергоснабжение города осуществляется за счёт геотермальных источников.

## Города-побратимы
- Швеция: Хёганес[швед.]
- Финляндия: Лието
- Норвегия: Несодден
- Дания: Херлев